# Wolak Peak
Der Wolak Peak ist ein Berg im ostantarktischen Viktorialand. In den Inland Forts der Asgard Range ragt er 1,5 km nordnordöstlich des Saint Pauls Mountain auf.
Das Advisory Committee on Antarctic Names benannte ihn 1976 nach Richard John Wolak (* 1940), der zwischen 1972 und 1973 in der Verwaltung der McMurdo-Station und 1975 als Manager der Amundsen-Scott-Südpolstation tätig war.